# Andrena granulosa
Andrena granulosa är en biart som beskrevs av Pérez 1902. Andrena granulosa ingår i släktet sandbin, och familjen grävbin. Inga underarter finns listade i Catalogue of Life.